# Henryk Ćwięk
Henryk Ćwięk (ur. 12 czerwca 1952 w Łazach) – polski historyk. 

## Życiorys
Syn Wita, ukończył studia historyczne na Uniwersytecie Śląskim w Katowicach, gdzie w 1986 r. uzyskał także stopień doktora nauk humanistycznych. W 2001 r. habilitował się w Wojskowym Instytucie Historycznym Akademii Obrony Narodowej w Warszawie. Dwanaście lat później uzyskał tytuł profesora nauk humanistycznych.
W 2003 r. został zatrudniony w Akademii im. Jana Długosza w Częstochowie. Obecnie jest pracownikiem naukowym Katedry Nauk o Bezpieczeństwie Wydziału Nauk Społecznych Uniwersytetu Jana Długosza w Częstochowie. Przez wiele lat pełnił funkcje dyrektora Instytutu Nauk Społecznych i Bezpieczeństwa oraz kierownika Zakładu Polityki Bezpieczeństwa, Dyplomacji i Historii Najnowszej. Napisał kilkanaście książek i ponad 120 publikacji naukowych i popularnonaukowych poświęconych problematyce bezpieczeństwa, a zwłaszcza działalności służb specjalnych Drugiej Rzeczypospolitej, Republiki Weimarskiej, Trzeciej Rzeszy i Związku Sowieckiego.
Do głównych kierunków Jego zainteresowań naukowo-badawczych należy zaliczyć:
— bezpieczeństwo Polski i Europy w XX–XXI wieku;
— służby specjalne Polski i krajów ościennych w systemie bezpieczeństwa państwa w XX wieku;
— bezpieczeństwo a dyplomacja Polski w XX–XXI wieku;
— historyczne aspekty bezpieczeństwa Polski w kontekście uwarunkowań wewnętrznych i międzynarodowych.

## Wybrane monografie i prace zbiorowe
- Działalność wywiadu sowieckiego na polskim pograniczu w latach trzydziestych, Warszawa 1994.
- Zarys działalności wywiadu litewskiego na polskim pograniczu w latach trzydziestych, Warszawa 1994.
- Zwalczanie niemieckich służb specjalnych na ziemiach zachodnich i północnych II Rzeczypospolitej, Warszawa 1998.
- Obrona Śląska przed wpływami wywiadu niemieckiego w latach 1933–1939, Katowice 1999.
- Przeciw Abwehrze, Warszawa 2001.
- Zagrożenie bezpieczeństwa Polski ze strony Republiki Weimarskiej, Częstochowa 2006.
- Polityczno-militarne przygotowania Trzeciej Rzeszy do wojny w świetle raportów attaché wojskowego w Berlinie płk. Antoniego Szymańskiego, Częstochowa 2007.
- Na celowniku. Rzecz o Józefie Zapędzkim, Katowice 2007.
- W tajnej służbie II Rzeczypospolitej. Wywiad Polski wobec Niemiec w latach 1918–1939, Częstochowa 2009.
- Rotmistrz Sosnowski. As wywiadu Drugiej Rzeczypospolitej, Kraków 2010.
- Sojusze i sojusznicy Polski na przełomie XX i XXI wieku, red. Z. Cutter, H. Ćwięk, Częstochowa 2009.
- Polska wobec zagrożenia ze strony Trzeciej Rzeszy, red. H. Ćwięk, Z. Cutter, Częstochowa 2012.
- Współczesne zagrożenia a polityka publiczna, red. H. Ćwięk, A. Zasuń, Częstochowa 2015.
- Bezpieczeństwo Polski w XX i XXI wieku, red. H. Ćwiek, M. Siewier, Częstochowa 2018.
- Wywiad i kontrwywiad a bezpieczeństwo Polski odrodzonej po 1918 roku, red. H. Ćwięk, M. Siewier, Warszawa 2019.
- Polska historiografia wojskowa. Stan badań i perspektywy, red. H. Ćwięk, M. Siewier, Częstochowa 2022[5].

## Inne osiągnięcia naukowe
Profesor Henryk Ćwięk wypromował jedenastu doktorów, a jeden z nich uzyskał już tytuł profesora. Napisał dwadzieścia pięć recenzji prac doktorskich i sześć ocen dorobku do uzyskania stopnia doktora habilitowanego. Uczestniczył w procedurach kwalifikacyjnych na stopień doktora habilitowanego i tytuł profesora. Był przewodniczącym komisji w postępowaniu habilitacyjnym, powołanym przez Centralną Komisję do Spraw Stopni i Tytułów. Uczestniczył także, jako członek komisji, w postępowaniach habilitacyjnych. Był powoływany przez Centralną Komisję jako superrecenzent, m.in. w sprawach nadawania stopnia doktora habilitowanego oraz wniosku o nadanie tytułu profesora. Również w ramach powołania przez Centralną Komisję sporządzał recenzje dorobku naukowego kandydatów ubiegających się o tytuł profesora.

## Pełnione funkcje
Profesor Henryk Ćwięk był senatorem w Akademii im. Jana Długosza w Częstochowie (obecnie Uniwersytet Jana Długosza w Częstochowie) w latach 2004–2012 (przez dwie kadencje). Przewodniczył Senackiej Komisji Dyscyplinarnej dla Nauczycieli Akademickich w okresie 2004–2008. Później sprawował funkcję przewodniczącego Senackiej Komisji ds. Kadr, Koordynacji Badań Naukowych i Współpracy z Zagranicą w latach 2008–2012. Przez dziewięć lat kierował Zakładem Polityki Bezpieczeństwa, Dyplomacji i Historii Najnowszej, wcześniej Zakładem Najnowszej Historii Politycznej, Dyplomacji i Bezpieczeństwa (2009–2018). Funkcję dyrektora Instytutu Nauk Społecznych i Bezpieczeństwa pełnił przez pięć lat (2012–2017). Był wielokrotnie nagradzany za szczególne osiągnięcia w pracy naukowej, dydaktycznej i organizacyjnej.

## Zainteresowania pozanaukowe
Poza działalnością naukową Profesor Henryk Ćwięk uczestniczy w wyprawach, podczas których zdobywa umiejętności radzenia sobie w trudnych warunkach (np. w dżunglach Amazonii, Ugandy, Papui-Nowej Gwinei). Ponadto pasjonują go wspinaczki górskie. Zdobył m.in. najwyższe szczyty znajdujące się na kilku kontynentach.